# Corinne Bailey Rae
Pour les articles homonymes, voir Bailey et Rae.
Pour son album, voir Corinne Bailey Rae (album).
Corinne Bailey Rae (née Corinne Jacqueline Bailey) est une chanteuse anglaise née le 26 février 1979 à Leeds. Elle commence par chanter dans les églises puis peaufine son style pour devenir l'une des révélations Soul 2006 (élue Sound of 2006 par le site de la BBC News).
Son premier album, Corinne Bailey Rae, est devenu numéro 1 dans les charts du Royaume-Uni et vendu à plus d'un million d'exemplaires aux États-Unis.

## Biographie
Corinne Bailey Rae est née à Leeds, Yorkshire de l'Ouest, en Angleterre d'un père originaire de Saint-Christophe-et-Niévès et d'une mère anglaise. Elle a deux sœurs plus jeunes. À 10 ans, elle commence à chanter dans une église baptiste de Moortown
. Son chef de chorale lui offre sa première guitare électrique, déclenchant son envie de composer. Elle suit une formation de violon classique mais écoute Led Zeppelin.
Elle fonde son premier groupe, Helen, à l'âge de quinze ans, groupe qui obtiendra une certaine notoriété sur l'exigeante scène locale, signant un contrat avec le label Roadrunner Records. Cependant, la grossesse de la bassiste met fin au groupe.
Elle s'inscrit en littérature anglaise à l’université de Leeds. À côté, elle travaille comme préposée au vestiaire dans un club de jazz vocal de Leeds. Parfois, elle est autorisée à chanter sur scène avec le groupe de jazz. C'est là qu'elle découvre un autre type de musique qui fait évoluer ses goûts.
C'est aussi dans ce club de jazz qu'elle rencontre Jason Rae, saxophoniste. Le couple se marie en 2001.

## Carrière musicale
Dans les trois années qui suivent son mariage, Corinne compose ses propres chansons, virant de la tendance indie pop vers une veine plus soul. Elle collabore avec le groupe de funk The New Mastersounds sur le titre  Your Love Is Mine pour leur album Be Yourself (2003, One Note Records). L'année suivante, elle collabore sur le premier album d'un autre groupe de Leeds, Homecut Directive avec le titre Come the Revolution.
En 2004, elle signe chez Global Talent Publishing et apparait sur l'album Better luck next time de Mark Hill (producteur de Craig David), alias The stiX, avec le titre Young and Foolish, sorti en avril 2005 qui attire l'attention des grands labels.
Son premier titre, Like a Star, sort en novembre 2005 chez EMI puis son premier album homonyme en février 2006. Il devient rapidement no 1 dans les charts anglais et entre dans le top ten des charts américains. Au total, il reste 71 semaines dans les charts entre 2006 et 2008. Selon Nielsen SoundScan, l'album se serait vendu à 1,9 million d'exemplaires dans les seuls États-Unis, la plus grosse vente par un artiste britannique dans ce pays. 
Le second titre Put Your Records On, son plus gros succès, devient no 2 dans les charts anglais et connait plus de 945 000 téléchargements aux États-Unis.
Corinne reçoit deux prix aux MOBO Awards (GB) : Best UK Newcomer et Best UK Female.
L'année suivante, elle est proposée à trois reprises aux Grammy Awards : Album de l'année, Chanson de l'année et Meilleure nouvelle artiste.
Milieu 2006, Corinne Bailey Rae s'embarque pour une tournée internationale à travers l'Europe et l'Amérique du Nord, totalisant 55 concerts, festivals compris (Rock à Rio Lisboa 2 et Live Earth). Un DVD, Live in London and New York, sorti en 2007, est produit à cette occasion, reprenant également plusieurs chansons de la bande originale du film Venus (2006).
En juillet 2006, elle enregistre une session live aux mythiques studios d'Abbey Road Studios pour la série 1 du documentaire/performance Live from Abbey Road produit par Channel 4.
Dès fin 2006, Corinne commençait à travailler sur son nouvel album au studio Warren House Farm près de Scarborough dans le nord du Yorkshire.  Mais, à la suite du décès de son mari, survenu en 2008, elle va s'arrêter de composer pendant deux ans.
En février 2010, elle sort finalement son second album, The Sea, très empreint de la disparition tragique de son mari, comme le commentera la radio France Inter.

## Décès de son mari
Jason Rae, 31 ans, est décédé le 22 mars 2008 (ekk)  dans un appartement de Leeds, (ekk) . Bailey Rae n'était pas dans l'appartement au moment de la mort tragique de son mari (ekk) .
Il serait mort d'une overdose accidentelle de méthadone et d'alcool.
Jason Rae, originaire d'Aberdeen, saxophoniste du groupe The Haggis Horns, aurait dû jouer lors d'un concert au Club HiFi de Leeds le soir suivant. Le groupe avait précédemment travaillé et enregistré avec Bailey Rae, mais aussi Amy Winehouse et Mark Ronson. Ils avaient enregistré leur premier album en septembre 2008.
Un mois plus tôt, la chanteuse avait reçu un Grammy Award pour sa reprise du titre River sur l'album de Herbie Hancock The Joni Letters, élu meilleur album de l'année.

## Influences et goûts musicaux
Corinne Bailey Rae cite régulièrement des références musicales éclectiques, sans doute pour beaucoup dans les différentes sonorités de sa musique. On y retrouve Led Zeppelin, Primal Scream, Björk, Massive Attack ou encore Jill Scott.

## Récompenses professionnelles
Elle totalise 21 nominations pour la période allant de 2006 à 2008.
Elle obtient comme récompense professionnelle les titres suivants :
- « Best New Act 2006 » aux Mojo Awards (Trad. « Meilleur jeune artiste 2006 »)
- « Best New Act 2006 » aux Q Awards (Trad. « Meilleur jeune artiste 2006 »)
- « Best UK Female 2006 » aux MOBO Awards
- « Best UK Newcomer 2006 » aux MOBO Awards
- « Best New Artist 2006 » aux Grammy Awards
- « Record of the Year 2006 » aux Grammy Awards
- « Song of the Year 2006 » aux Grammy Awards

## Discographie

### Albums
- 2006 : Corinne Bailey Rae
- 2007 : Live in London and New York
- 2010 : The Sea
- 2011 : The Love EP
- 2016 : The Heart Speaks in Whispers
- 2023 : Black Rainbows

### Singles
| Année | Single                                                                             | Classement | Classement | Classement | Classement | Classement | Classement | Classement | Classement | Classement | Classement | Classement | Classement | Classement | Album                        |
| Année | Single                                                                             | FR         | R-U        | R-U R&B    | É-U        | AUS        | N-Z        | IRL        | ITA        | P-B        | SUI        | AUT        | BRÉ        | EUR        | Album                        |
| ----- | ---------------------------------------------------------------------------------- | ---------- | ---------- | ---------- | ---------- | ---------- | ---------- | ---------- | ---------- | ---------- | ---------- | ---------- | ---------- | ---------- | ---------------------------- |
| 2006  | Put Your Records On                                                                | 67         | 2          | —          | 64         | 30         | 6          | —          | 19         | —          | 23         | 26         | 29         | 99         | Corinne Bailey Rae           |
| 2006  | Trouble Sleeping                                                                   | —          | 40         | 1          | —          | 30         | 6          | 27         | 19         | 17         | —          | —          | 18         | 8          | Corinne Bailey Rae           |
| 2006  | Like a Star                                                                        | —          | 32         | 29         | 56         | —          | —          | 46         | 50         | 27         | —          | —          | —          | —          | Corinne Bailey Rae           |
| 2007  | I'd Like To                                                                        | —          | 79         | —          | —          | —          | —          | 92         | —          | —          | —          | —          | —          | 184        | Corinne Bailey Rae           |
| 2007  | I'm Losing You                                                                     | —          | —          | —          | —          | —          | —          | —          | —          | —          | —          | —          | —          | —          | Single Digital               |
| 2010  | I'd Do It All Again                                                                | —          | —          | —          | —          | —          | —          | —          | —          | —          | —          | —          | —          | —          | The Sea                      |
| 2016  | Been To The Moon Green Aphrodisiac Stop Where You Are I Won't You Break Your Heart | —          | —          | —          | —          | —          | —          | —          | —          | —          | —          | —          | —          | —          | The Heart Speaks in Whispers |

### Faces B
| Année | Titre                        | Apparu sur                                                       |
| ----- | ---------------------------- | ---------------------------------------------------------------- |
| 2005  | Enchantment                  | Like a Star (Single et 7" Vinyle)                                |
| 2005  | Choux Pastry Heart           | Like a Star (CD single)                                          |
| 2006  | Another Rainy Day            | Put Your Records On (Single britannique et australien)           |
| 2006  | Since I've Been Loving You   | Put Your Records On (Single, Single DVD et 7" Vinyl australiens) |
| 2006  | Munich (Live Lounge Version) | Trouble Sleeping (Single britannique)                            |

### Participations
| Année | Titre                                                             | Album                               |
| ----- | ----------------------------------------------------------------- | ----------------------------------- |
| 2003  | Your Love Is Mine (The New Mastersounds feat. Corinne Bailey Rae) | Be Yourself                         |
| 2004  | Come the Revolution (Homecut Directive feat. Corinne Bailey Rae)  | —                                   |
| 2005  | Young and Foolish (The stiX feat. Corinne Bailey Rae)             | Better luck next time               |
| 2007  | If I Don't (Amp Fiddler feat. Corinne Bailey Rae)                 | Afro Strut                          |
| 2007  | Free (Marcus Miller feat. Corinne Bailey Rae)                     | Free                                |
| 2007  | River (Herbie Hancock feat. Corinne Bailey Rae)                   | River: The Joni Letters             |
| 2008  | Where Is The Love (John Legend feat. Corinne Bailey Rae)          | John Legend: Live from Philadelphia |
| 2008  | Take Your Time (Al Green feat. Corinne Bailey Rae)                | Lay It Down                         |